# Jack McMillan
Jack McMillan (Belfast, 14 de janeiro de 2000) é um nadador britânico.

## Carreira
McMillan nadou pelo Bangor Swimming Club de 2011 a 2022. Como norte-irlandês, ele teve que escolher se queria nadar para a Irlanda ou para o Reino Unido. Ele competiu internacionalmente pela Irlanda a partir de 2017. Ele estuda na Universidade de Stirling desde 2022 e compete pelo Reino Unido desde 2023. McMillan competiu pela Irlanda no Campeonato Europeu Júnior e no Campeonato Mundial Júnior em 2017, mas não nadou em nenhuma final. Nesse meio tempo, ele competiu pela Irlanda do Norte nos Jogos Juvenis da Commonwealth. Ele terminou em terceiro nos 200 metros livres e em quarto lugar nos 100 metros livres. Em 2019 ele também não chegou à final do Mundial de Gwangju. No final do ano, no Campeonato Europeu de Pista Curta em Glasgow, ele terminou em sétimo lugar nos 200 metros livres. O revezamento 4 x 50 metros livre misto com Shane Ryan, Jack McMillan, Mona McSharry e Daniele Hill alcançou o oitavo lugar. No Campeonato Europeu de Budapeste, que foi adiado de 2020 para 2021 devido à pandemia de COVID-19, Gerry Quinn, Finn McGeever, Jordan Sloan e Jack McMillan terminaram em quinto lugar no revezamento 4 x 200 metros livre. A equipe irlandesa de revezamento medley com Shane Ryan, Darragh Greene, Brendan Hyland e Jack McMillan também chegou à final e ficou em sétimo lugar. Nos Jogos Olímpicos de Tóquio, que também serão realizados em 2021, o revezamento 4 x 200 metros livre com Jack McMillan, Finn McGeever, Brendan Hyland e Shane Ryan nadaram o 14º tempo de vantagem. No final de 2021, no Campeonato Mundial de Pista Curta em Abu Dhabi, McMillan ficou em sétimo lugar nos 100 metros livres e em sexto no revezamento 4 x 200 metros livre.
Após o período habitual de proibição ao mudar de país, McMillan foi autorizado a competir pelo Reino Unido pela primeira vez no Campeonato Europeu de Curta Duração em Otopeni, no final de 2023.
Em fevereiro de 2024, no Campeonato Mundial de Doha, McMillan ficou em 26º lugar nas mangas dos 200 metros livres. A equipe de revezamento 4 x 200 metros livre com Matthew Richards, Jack McMillan e Max Litchfield e Joe Litchfield nadou o sexto tempo mais rápido. Na final, Matthew Richards, Max Litchfield, Jack McMillan e Duncan Scott ficaram em quarto lugar, mas ficaram três segundos atrás das medalhas. Cinco meses depois, nos Jogos Olímpicos de 2024 em Paris, a equipe de revezamento 4 x 200 metros livre composta por James Guy, Jack McMillan, Kieran Bird e Tom Dean chegou à final com o tempo mais rápido. Na final, James Guy, Tom Dean, Matthew Richards e Duncan Scott foram quase seis segundos mais rápidos e venceram por 1,35 segundos o quarteto dos Estados Unidos. Todos os seis participantes receberam medalha de ouro.